# Hebefrenia

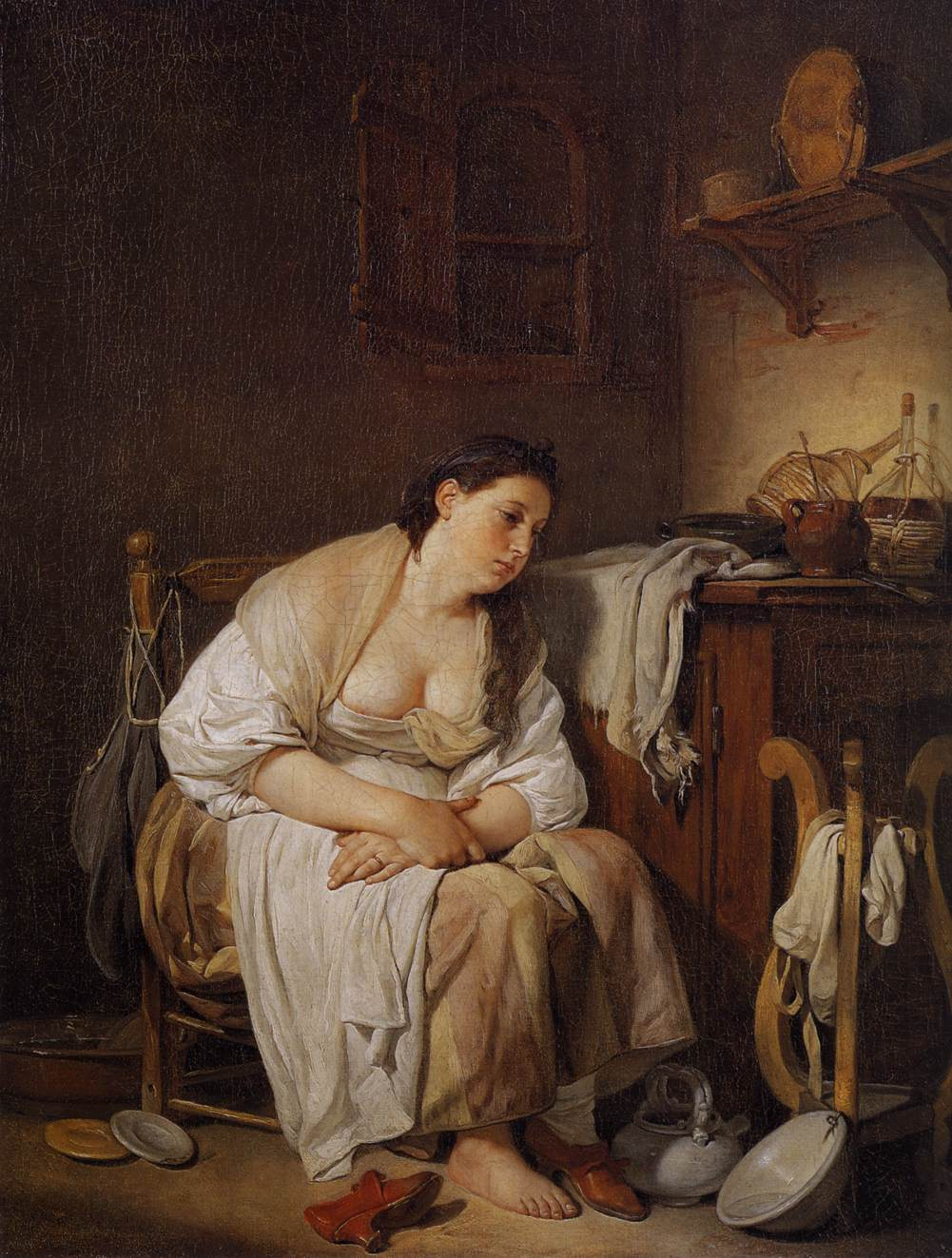
Quadro retratando a enfermidade

Hebefrenia (do grego antigo ἥβη transl. hébe, juventude + φρήν, translit. phrén, inteligência, alma) é uma enfermidade mental própria de adolescentes e que conduzia rapidamente à loucura. Foi inicialmente descrita em 1863 pelo médico alemão Karl Kahlbaum. Em 1871, Ewald Hecker, discípulo de Kahlbaum, apresentou uma análise mais detalhada da hebefrenia, caracterizando-a por um "'afeto tolo, pueril', por alterações comportamentais graves e desagregação progressiva do pensamento". Em 1884, Kahlbaum fez menção a um outro grupo de pacientes, que o autor descreveu com detalhes em 1890: o grupo dos adolescentes hebóides ("jovens viciados, instáveis, caprichosos, sujeitos à cólera").  
Enquanto os hebefrênicos demonstravam sintomas evidentes de loucura, os jovens hebóides apresentavam alterações principalmente nos hábitos das relações sociais e da personalidade, através de flutuações abruptas do humor e do comportamento: "Oscilam rapidamente de um estado melancólico para um expansivo, ficando facilmente irados. São jovens que, embora pensem e raciocinem corretamente, discutindo os mais variados assuntos com facilidade, têm de fato uma certa dificuldade em apreender de forma precisa a realidade. Entretanto, apesar desta forma de pensar dispersa e pouco útil, os hebóides, ao contrário dos hebefrênicos, não apresentam idéias delirantes verdadeiras".

## Esquizofrenia hebefrênica
A esquizofrenia hebefrénica é uma forma de esquizofrenia caracterizada pela presença proeminente de uma perturbação dos afetos. As idéias delirantes e as alucinações são fugazes e fragmentárias; o comportamento é irresponsável e imprevisível. Existem frequentemente maneirismos. O afeto é superficial e inapropriado. O pensamento é desorganizado; e o discurso, incoerente. Há uma tendência ao isolamento social. Geralmente, o prognóstico é desfavorável devido ao rápido desenvolvimento de sintomas "negativos", particularmente um embotamento do afeto e perda da volição.  

### Principais características
- Inicia-se dos 15 aos 25 anos de idade de acordo com a CID-10 F 20.1;
- Risos, choros e acesso de raiva involuntários com imprevisibilidade;
- Expressões bizarras;
- Condutas tolas;
- Afastamento social;
- Descuido com a própria aparência;
- Embotamento afetivo.